# Le Bâtisseur d'empires du Calisota
Le Bâtisseur d'empires du Calisota est une histoire en bande dessinée de Keno Don Rosa. Elle est le onzième et avant-dernier épisode de La Jeunesse de Picsou. Elle met en scène Balthazar Picsou et ses sœurs, Matilda et Hortense.

## Synopsis
Entre 1909 et 1930, Picsou parcourt le monde entier pour faire des affaires, fonder des entreprises, contrôler ses empires économiques. Mais, en 1909, à Donaldville, ses sœurs sont lasses de gérer sa fortune dans le coffre-fort ; elles voudraient voir le monde. Elles suivent Picsou au cours d'un voyage en Afrique au cours duquel celui-ci va commettre son unique mauvaise action pour accaparer les terres d'une tribu vaudoue.
Elles retournent à Donaldville, pendant qu'il continue à parcourir le vaste monde, allant du Titanic au pôle Nord, en passant par la Russie, les opportunités ne cessant de se succéder, repoussant à son retour à Donaldville jusqu'en 1930. Accueilli en triomphe par la ville et par sa famille, Picsou, aigri par des années de voyages à travers la planète, se comporte alors de manière odieuse et chasse les siens de son coffre. Laissant éclater sa colère, Hortense lance un ultimatum à son frère et menace qu'il ne les reverra plus jamais s'il ne présente pas ses excuses. Après quelques instants, celui-ci s'élance pour les rattraper mais s'aperçoit qu'il est désormais l'homme le plus riche du monde et en oublie tout le reste. Hortense, Rodolphe, Mathilda, Della et Donald quittent le coffre. Picsou ne reverra son neveu Donald (âgé de dix ans et dont il vient de faire la connaissance) que 17 ans plus tard, à Noël 1947.

## Fiche technique
- Histoire n°D 93288.
- Éditeur : Egmont[1].
- Titre de la première publication : Verdens rigeste and (danois); Världens rikaste anka (suédois) Verdens rikeste mann (norvégien).
- Titre en anglais : The Empire Builder from Calisota.
- Titre en français : Le Bâtisseur d'empires du Calisota.
- 24 planches.
- Auteur et dessinateur : Keno Don Rosa.
- Premières publications : Anders And & Co (Danemark), Kalle Anka & Co (Suède) et Donald Duck & Co n°15 à 17/1994, avril 1994.
- Première publication aux États-Unis: Uncle Scrooge n°295, 1995.
- Première publication en France : Picsou Magazine n°287, décembre 1995.